# フランツ・フォン・エップ
フランツ・リッター（騎士）・フォン・エップ（ドイツ語: Franz Ritter von Epp, 1868年10月16日 - 1947年12月31日）は、ドイツの陸軍軍人、政治家。国家社会主義ドイツ労働者党（ナチ党）の全国指導者で軍事面の最高幹部。バイエルン州首相・国家代理官、国会議員を歴任。軍人としての最終階級は名誉陸軍歩兵大将。

## 来歴

### バイエルン軍人

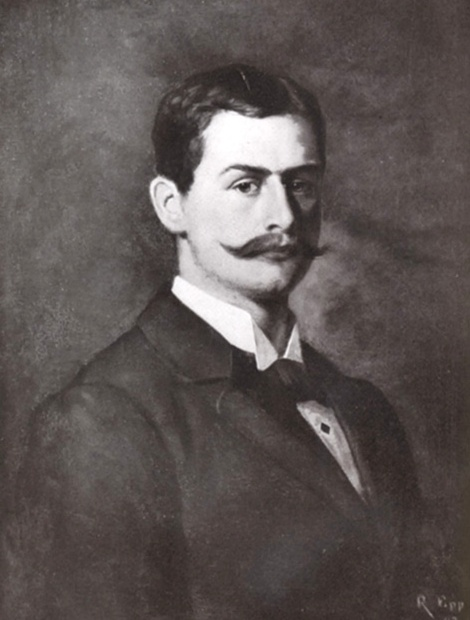
父ルドルフが描いたエップの肖像画（1893年）

1868年にバイエルン王国ミュンヘンにカトリック教徒の画家ルドルフ・エップとその妻カトリーナの第1子として生まれた。妹にはヘレンとアウグステがいる。アウクスブルクの学校で学んだ後、1887年8月16日に3年間の志願兵としてバイエルン陸軍に入隊し、第9歩兵連隊「ヴレーデ」に配属される。1896年から1899年にかけて、第19歩兵連隊「ケーニヒ・ヴィクトール・イマヌエル3世」に配属され、同時期にバイエルン士官学校で参謀学を学んだ。1896年から1900年まで、「イタリア国王ヴィットーリオ・エマヌエーレ3世」歩兵第19連隊に所属した。
1900年、義和団の乱が発生した際には自ら志願して清へ赴き、鎮圧にあたった。1900年から1901年にかけてドイツ領南西アフリカで第1野戦連隊の中隊長として、ヘレロ・ナマクア虐殺にも関与した。1906年に帰国し、1908年から1912年にかけて第3師団参謀を務め、その後は少佐に昇進し大隊指揮官を務めた。
1914年、第一次世界大戦に出征し、西ザールブルクの戦闘で負傷し鉄十字章を授与され中佐に昇進する。1915年にセルビアに派遣されギリシャとの国境線に配置され、次いで南チロルに派遣される。1916年6月にはヴェルダンの戦いに従軍し、マックス・ヨーゼフ勲章を授与されると同時に「騎士（Ritter）」位の叙爵を受け、以降「フランツ・リッター・フォン・エップ」と名乗った。その後はルーマニア戦線に派遣された他、西部戦線やイソンゾの戦いなどに従軍した。1916年秋には、シビウの戦いに参加した。1917年には再びルーマニアに派遣され、秋には西部戦線とヴェネチアン・アルプスで短期間、1918年春季攻勢におけるケンメルの戦いに参加した。1918年のケンメルベルク襲撃戦では、プール・ル・メリット勲章を授与された。第一次世界大戦終結時には大佐の地位にあった。プール・ル・メリット勲章を授与され、大佐で敗戦を迎える。

### フライコール・ヴァイマル共和国軍

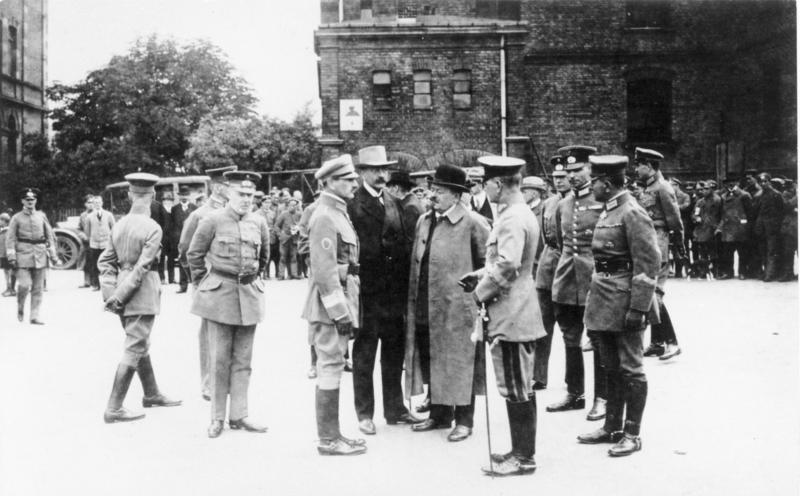
義勇軍部隊をヴァイマル共和国軍に引き渡すエップ（中央右向き軍服の人物）とノスケ、エーベルト（1919年8月25日）

1919年、国防大臣グスタフ・ノスケの支援を受け、東部における国境防衛のためバイエルンでドイツ義勇軍（フライコール）のエップ義勇軍を組織した。しかし、クルト・アイスナー率いるバイエルン政府が共和国政府による国境防衛のための徴兵を禁止したため、テューリンゲン州のオールドルフに創設された。エップ義勇軍にはエルンスト・レーム、ハンス・フランク、ルドルフ・ヘス、グレゴール・シュトラッサー、オットー・シュトラッサーなど、後のナチ党幹部になる人物の多くが参加していた。700人の兵員を擁するエップ義勇軍は1919年4月から5月にかけて、他のフライコールと共に、社会主義者が組織したバイエルン・レーテ共和国を武力で打倒し、700人近い社会主義者を殺害したとされる。バイエルン・レーテ共和国打倒後、エップはヴァイマル共和国軍に入隊し、義勇軍は陸軍第21ライフル旅団としてエップの指揮下に再編成された。また彼は、その他の市警、住民防衛隊、技術緊急援助隊の責任者でもあった。
1920年3月には、カップ一揆に影響を受け、エップは急進右翼の郷土軍のゲオルク・エシェリヒやミュンヘン警視総監エルンスト・ペーナーとともに、バイエルンのホフマン社会民主党政権を無血クーデターで倒し、保守右翼グスタフ・フォン・カール政権を樹立した。
4月にはルール蜂起を鎮圧するため派遣された。1921年に国軍第7軍管区都市司令部兵站部長として武器調達の任務に就いていたレームの仲介でアドルフ・ヒトラーと面会し、
エップは1921年6月に少将に昇進した。1923年10月31日、右翼過激派との密接な接触による解任を回避するため中将の階級で自ら国軍を去ったが、将官服を着る権利を与えられた。その後は右翼政治活動に専念した。彼は当初ヒトラーとルーデンドルフの強行策には明確な立場をとらず、あくまでレームと国軍との仲介をするだけであった。

### ナチ党
エップは1927年にバイエルン人民党に入党したが、わずか1年後に離党し、1928年5月1日に59歳で国家社会主義ドイツ労働者党（ナチ党）に入党した。エップはナチ党の集会に参加し、ヴェルサイユ条約破棄やドイツ再軍備、反ユダヤ主義に共感を示し、入党したことに名誉と誇りを感じるようになった。エップは元将軍として、国軍やブルジョワ階層との繋ぎ役としての役割を期待されていた。
1928年ドイツ国会選挙ではナチ党の有力候補としてバイエルンから出馬し、国会議員に当選。ナチ党は12議席を獲得し、エップはナチ党の国防政策のスポークスマンとして国会で活動した。そのため、エップの発言は国防政策に関する議題のみとなっている。また、同年にナチ党国防政策全国指導者に任命された。1932年にはジュネーブ海軍軍縮会議にナチ党の代表として委員の一人として派遣された。そこで大規模な反対運動を展開した。同年9月には突撃隊最高指導部に配属され、独立志向の強いレームら突撃隊幹部を制御する役目を担った。
マックス・アマンとは狩猟に出かける仲であったが、1931年9月4日に共に狩猟に出た際、アマンは銃の暴発事故を起こし、左腕を失う重傷を負った。

### バイエルン州国家代理官

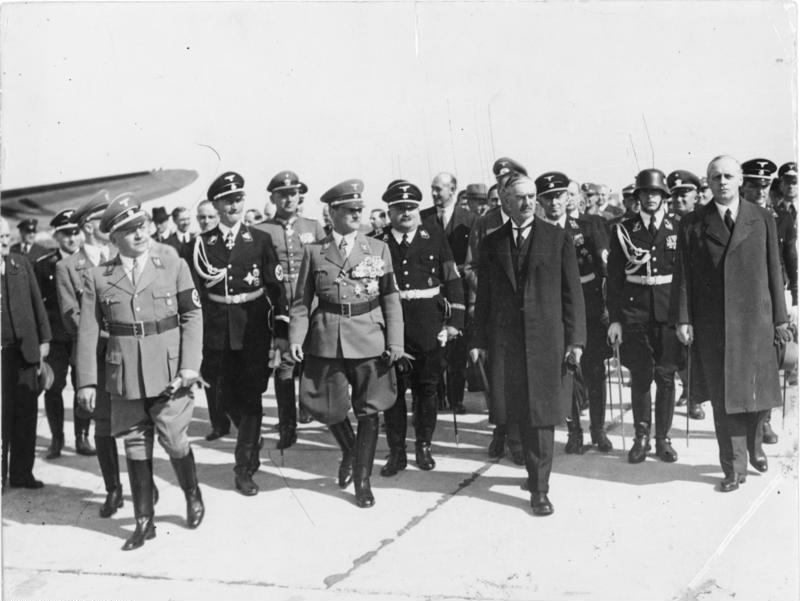
ミュンヘン会談出席のため訪独したチェンバレンを出迎えるエップ（親衛隊員の間にいる人物、1938年9月29日）

1933年1月30日、ヒトラーがパウル・フォン・ヒンデンブルク大統領により首相に任命された。3月9日にヒトラーと内務大臣ヴィルヘルム・フリックの命令を受けたエップは、突撃隊を率いてハインリヒ・ヘルトが首相を務めるバイエルン州政府を武力で解体した。4月10日、帝国政府はドイツ国民と国家を保護するための大統領令に基づき、エップはバイエルン州の国家代理官に任命され、バイエルン州の統治者となった。エップはアドルフ・ワーグナーに警察権を委譲し、ハインリヒ・ヒムラーをミュンヘン警察長官に任命した。一週間後、ヘルト政権が正式に総辞職すると、エップはワーグナーを副首相と内相に、ハンス・フランクを法務大臣に、ルートヴィヒ・ジーヴェルトを財務大臣に、ハンス・シェムを文化大臣に任命し、州政府の暫定的な指導権を引き継いだ。エップは「ラントとライヒの均制化に関する暫定法律の第二法律」によって任命された最初の国家代理官となった。さらに、エップは1933年にドイツ法律アカデミーの創設メンバーの一人となった。
しかし、エップはこの職務において、彼は帝国を代表して、また帝国の名において行動し、バイエルン州を監督し、中央政府発令の政策を遵守する任務を負っていたが、彼には行政権はなく、州行政に関する権限は州政府議長および彼の提案による州政府学力の任免権に限られていた。またエップは、他の国家弁務官とは対照的に、党に権力基盤を持つナチスの全国指導者ではなかった。こうした背景から、実質的な地方の統治権を持つミュンヘン・上バイエルン大管区指導者のワーグナーや、エップの座を狙い、バイエルン州首相となったジーヴェルトとは意見が合わずに衝突した。1933年に、ナチ党政権に反対する勢力の「保護拘禁」に反対し4,000人の釈放を企図するが、ワーグナーやヒムラー、レームの反対に遭い失敗している。しかし、ジャーナリストのエルヴェイン・フォン・アレティンの釈放には成功している。こうした姿勢から、ベルリンの中央政府から冷遇されるようになり、バイエルン州の実権はワーグナーとジーヴェルトに二分されてしまい、エップは儀礼的な存在になってしまう。しかし、1934年6月27日にエップが大統領ヒンデンブルクに行った報告で、彼が党の路線に完全に忠実に行動したことを示されている。また、共産主義者を殺害した2人の突撃隊員に対する刑事手続きの抑制を、検察官の要請に同意することで正当化した。1936年には、ワシントンD.C.で開催された世界エネルギー会議にドイツ代表として出席した。
1934年5月5日、ヒトラーはエップをドイツの植民地を取り戻すために組織されたドイツ植民地協会の植民政策全国指導者に任命し、1943年に廃止されるまで同職を勤めた。1934年にバイエルン狩猟協会の会長に就任し、1935年7月25日には、エップは歩兵大将の階級を受け、歩兵第61連隊長に就任する。
第二次世界大戦中、エップは他のナチ党指導者とは距離を取ったが、表立って中央政府を批判することは避けていた。寧ろエップは、国家社会主義の人種差別的な中核教義を公然と唱えた。このことは、1941年発行の雑誌『Deutschlands Erneuerung』の特集号「植民地におけるドイツ科学の課題」の「まえがき」からも明らかである。この雑誌は1917年にアルドイチェ連盟の機関誌として創刊された。国家社会主義へのエップの批判はあくまで、個々の幹部に腹を立てるだけであった。
1945年4月、副官のギュンター・カラッシオラ＝デルブロークから、ルプレヒト・ガーングロス率いる反乱組織バイエルン自由運動への参加を求められる。エップは反乱に加わり、アメリカ軍の進攻に呼応して非常事態宣言を宣言し行政権を握り、降伏しようとした。しかし、軍部の支持を受けることができず、最終的にエップは計画から離脱するが、4月27日にバイエルン州首相パウル・ギースラー率いる親衛隊に逮捕されてザルツブルクに連行され、カラッシオラ＝デルブロークら首謀者40人は翌28日に処刑された。

### 死去
ドイツ敗戦後、心臓病の治療のためバート・ナウハイムに移送されたが、5月9日に病院職員の密告によりアメリカ軍に逮捕され、戦争犯罪者としてモンドルフ＝レ＝バンのアシュカン収容所に収容された。裁判のためニュルンベルクまで移送する予定だったが、健康状態が悪化したためミュンヘンの病院に移送され、1947年12月31日に病院内で78歳で死去した。死後、遺体はミュンヘン・ヴァルトフリードホフに埋葬され、ガルミッシュ＝パルテンキルヒェンにあったドイツ陸軍のフォン・エップ将軍兵舎は国家社会主義と軍国主義への批判の観点から「砲兵兵舎」と改名された。